# Skiens kommun
Skiens kommun (norska: Skien kommune)  är en kommun i Telemark fylke i södra Norge. Kommunens centralort är staden Skien, som ingår i tätorten Porsgrunn/Skien.
Henrik Ibsen föddes i Skien 20 mars 1828 och han präglar fortfarande staden på olika vis. Ibsenmuseet etablerades 1958 i Venstøp, utanför Skien, dit Ibsen flyttade som sjuåring. I Skien finns också Teater Ibsen , som etablerades 1975.
I Skien låg en av Norges största pappersindustrier, Union. Företaget ingick i koncernen Norske Skog, men fabriken lades ned 2005. 

## Administrativ historik
- 1358 fick Skien sitt första privilegiebrev av kung Håkan Magnusson och blev då officiellt köpstad.
- 1916 tillfogades ett område med 1 332 invånare från Gjerpens kommun och 1 042 invånare från Solums kommun.
- 1964 slogs kommunen slutligen ihop helt med Gjerpens och Solums kommuner samtidigt som en mindre del tillfördes från Holla kommun.
- 1968 överfördes ett område med 3 554 invånare till Porsgrunns kommun.[10]

## Befolkningsutveckling
Befolkningsutveckling 1951–2010, det vertikala röda strecket markerar gränsändringar. (källa: SSB: Befolkningsstatistikk)

## Tätorter
I Skiens kommun finns två tätorter:
- Porsgrunn/Skien (delvis i Porsgrunns kommun, omfattar centralorten Skien)
- Sneltvedt

Orten Jønnevall har tidigare räknats som en tätort men uppfyller inte längre kriterierna, medan orten Hoppestad numera räknas som en del av tätorten Porsgrunn/Skien.

## Vänorter

### Nordiska vänorter
| Thisteds kommun – Danmark | Loimaa – Finland           |
| Mosfellsbær – Island      | Uddevalla kommun – Sverige |

### Övriga vänorter i norra Europa
| Jõhvi – Estland | Belozersk – Ryssland |

### Övriga vänorter i Europa
| Onești – Rumänien | Rendsburg – Tyskland | Sorrento – Italien |

### Övriga vänorter i världen
Minot (North Dakota) – USA

## Socknar
Inom Norska kyrkan är Skiens kommun indelad i sju socknar:
- Borgestads socken
- Gimsøy og Nensets socken
- Gjerpens socken
- Gulset og Skotfoss socken
- Kilebygda og Solums socken
- Melums socken
- Skiens socken

Socknarna ingår i Skiens prosteri i Agder og Telemarks stift.